# Калининское (Акмолинская область)
Калининское (каз. Калининское) — село в Жаксынском районе Акмолинской области Казахстана. Административный центр Калининского сельского округа. Находится примерно в 41 км к северо-востоку от центра села Жаксы. Код КАТО — 115251100.
Село было образовано в марте 1954 года, в связи с освоением целинных земель.

## География
Село Калининское расположено близ границы с Северо-Казахстанской областью. Располагается на окраине лесостепной зоны Казахстана. Округ богат мелкими рощами, средними смешанными лесами.

## История
В марте 1954 году пленум ЦК КПСС принял постановление «О дальнейшем увеличении производства зерна в стране и об освоении целинных и залежных земель». Госпланом СССР было намечено распахать в Казахстане, Сибири, Поволжье, на Урале и в других районах страны не менее 43 млн га целинных и залежных земель.
В грандиозной борьбе за освоение целинных земель советские люди проявили массовый героизм и самоотверженность. В нелегких условиях, в необжитых степях приходилось осваивать целинникам новые земли.
Новоселам приходилось начинать жизнь в палатках, в вагончиках, землянках. По бездорожью и глубоким снегам они доставляли технику, семена, строительные и многие другие материалы, оборудование в новые совхозы за 250—300 км от железнодорожных станций и разъездов. Были проложены первые тропы цивилизации к образующейся сельской местности.
Первое название поселкового пункта — Комсомольский. В 19** году был переименован в Калининский, в честь советского военного, участник Великой Отечественной войны, героя Советского Союза (1945), капитана 2-го ранга Военно-морского флота СССР Калинина Михаила Михайловича. Практически незамедлительно был установлен памятник в центре села в честь героя.
Первым районным центром было село Балкашино, откуда, на заре строительства, доставлялись продовольственные продукты и строительные материалы.
После перенесения районного центра в посёлок Жаксы продукты питания постепенно начали поставляться с этого районного центра.
Первым директором совхоза был Соловьёв Иван Евдокимович.
Второй директор — Теличенко.
Третий директор — Сидоренко Николай Дорофеевич.
Четвёртый директор — Калита Михаил.
Пятый директор — Лукъяненко.
С падением советского строя генеральным управителем совхоза стало товарищество с ограниченной ответственностью «Арман».

## Население
В 1999 году население села составляло 783 человека (385 мужчин и 398 женщин). По данным переписи 2009 года, в селе проживало 420 человек (202 мужчины и 218 женщин).

## Производство
После затруднительной обстановки с хлебобулочными изделиями 1967—1968 гг. когда на пять человек в сутки предоставлялась лишь одна булка зачерствевшего хлеба, руководством села было принято решение о строительстве новой пекарни, для разрешения ситуации с голодом.
1968—1969 гг. Был возведён колбасный цех.
Аграрное производство базировалось на выращивании злаковых (пшеница, овёс, кукуруза), паслёновых(картофель), амарантовых(свёкла) и астровых(подсолнечник) культур, что положительно сказалось на развитии животноводства.
В связи с расширением продовольственного производства были отстроены скотобазы, где выращивали крупный рогатый скот, мелкий рогатый скот, лошадей и свиней.

## Культура
В 19** году был возведён клуб, вместимостью около 300 человек.
В 1976—1977 годах, в связи с расширением населения и огромным влиянием киноиндустрии на культурные аспекты населения Советского Союза было закончено строительство нового Дома культуры, с бо́льшим количеством мест.
Для населения новый Дом культуры стал ежедневно работающим театром, местом для торжеств и больших праздников, лучшей альтернативой старому кинотеатру. В холле ДК уютно располагался гардероб и бильярдная. В основе его были один большой актовый зал и одна сцена.
Новый Дом культуры стал местом для репетиций для молодых музыкантов и певцов, которые превратились в одну из лучших ВИА групп Жаксынского района — «Ринго».

## Образование
В 1958 году была открыта первая средняя школа. На данный момент на территории села имеется неполная средняя школа, образованная в 1967 году.
Строительство новой школы повлекло за собой концентрацию учеников близлежащих населённых пунктов таких как Глебовка, Моховое, Калмакколь, Парчёвка и Новокиенка.
Ответственность за доставку детей долгие годы сохранялась за водителем Юрковским Василием.

## Спорт
Огромный вклад в спортивную жизнь сельского округа внесло строительство стадиона. Общая площадь его территории составляет 2,5 км2 Стандартная по своим параметрам того времени трибуна вмещала в себя около 300 человек. Беговая дорожка протяжённостью 400 метров опоясывала собой стандартное футбольное поле.

## Природа
На данный момент в Калининском сельском округе насчитывается около 50 видов растений и трав, 60 видов животных и птиц.